# Зерносховище
Зерносховище — це спеціально обладнане приміщення для схову, зберігання зерна. Це місце для зберігання продовольчого і фуражного зерна основних сільськогосподарських культур — пшениці, ячменя, кукурудзи та інших культур, зернових сумішей, після післязбиральної обробки, яка зазвичай здійснюється на токах, пунктах, комплексах первинної обробки.
Як перші примітивні зерносховища використовували ями, викопані в землі. Стародавні греки для зберігання зерна використовували великі керамічні посудини — піфоси.
3ерносховища повинні надійно зберігати зерно і захищати його від різних видів впливу: атмосферних опадів, ґрунтових і поверхневих вод, гризунів, птахів та інших шкідників зерна і зернопродуктів; бути зручним для завантаження і вивантаження зерна та контролю за його станом. Їх будують поблизу зернопереробних підприємств (млинів, заводів), або поблизу транспортних вузлів (морських і річкових портів, залізничних вузлів). Проблеми будівництва та управління зерносховищами залишаються актуальними і сьогодні в країнах, де втрати зерна під час зберігання можуть сягати 10 %.
Від якості первинної обробки і доведення до кондиційного стану зернової маси залежить тривалість зберігання зерна і насіння. Елеватор є повністю механізованим зерносховищем, призначеним для зберігання зерна і проведення там необхідних операцій.

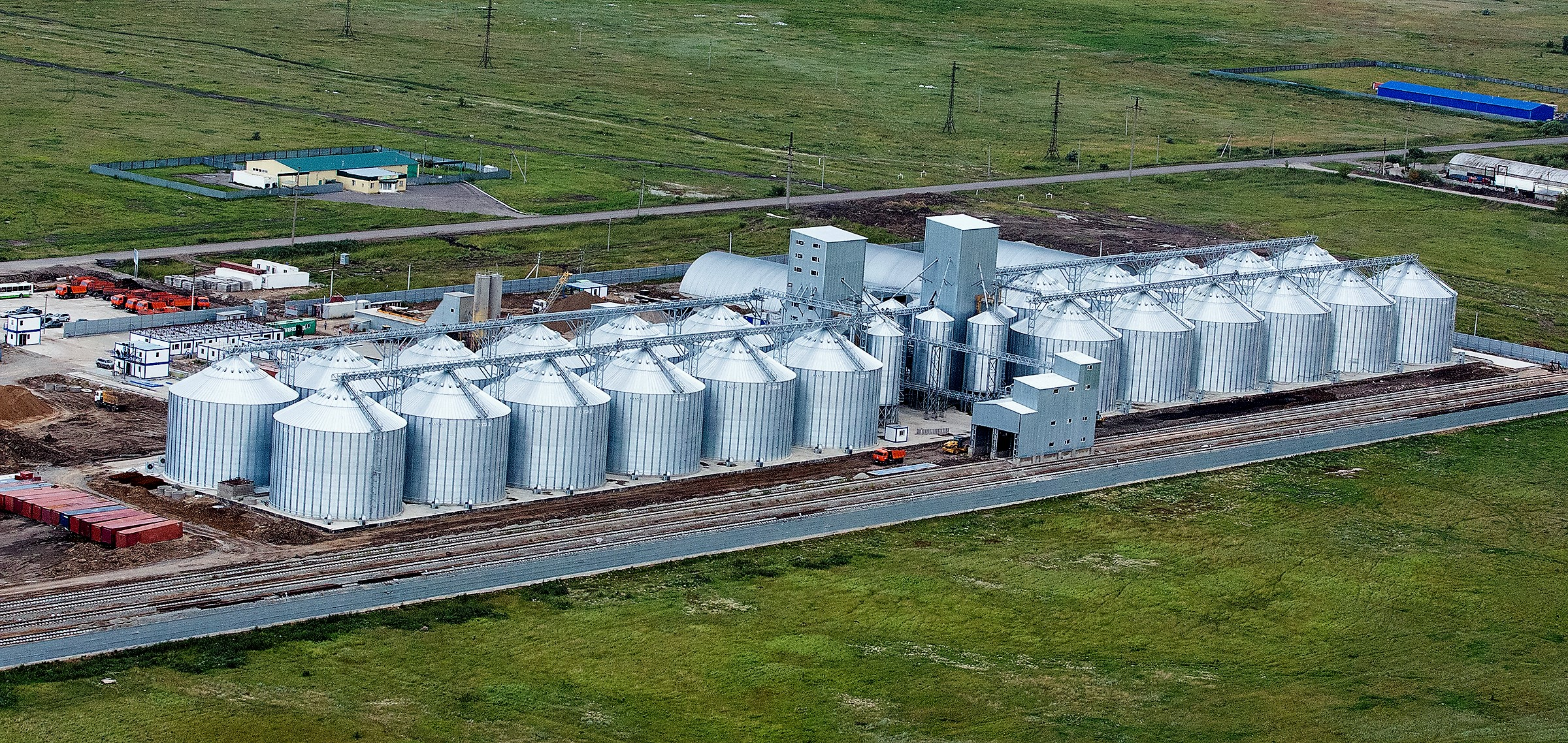
Зерновий елеватор SCAFCO на 120000 т зберігання в Казахстані. 2015 рік

## Історія

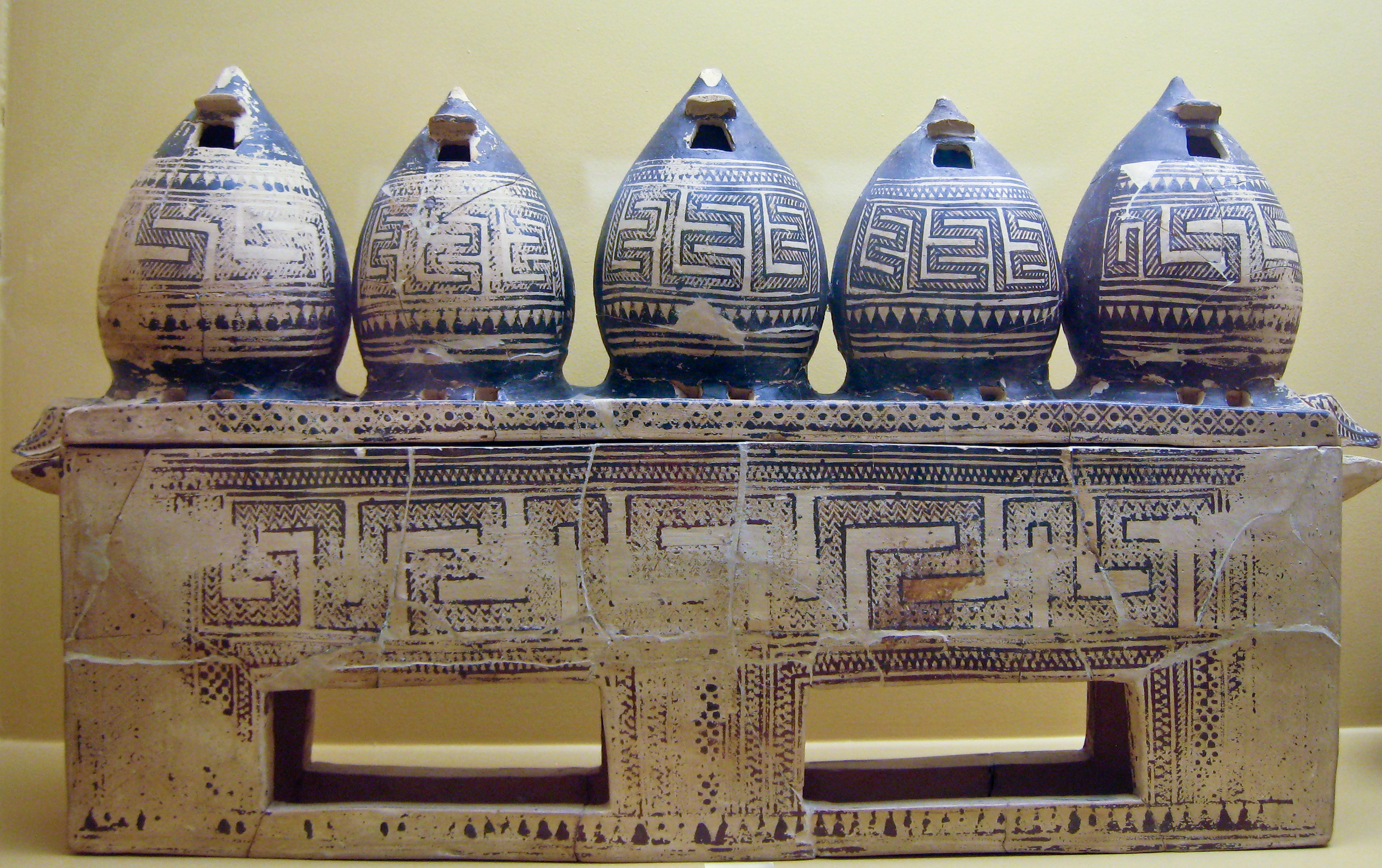
Давньогрецька коробка з геометричним мистецтвом у формі зерносховищ, 850 рік до нашої ери. Експонується в музеї Стародавньої Агори в Афінах, розміщеному в Стоа Атталоса.

З давніх-давен зерно зберігали насипом. Найдавніші знайдені зерносховища датуються 9500 роком до нашої ери і розташовані в поселеннях догончарного неоліту А в долині Йордану. Перші розташовувалися місцями між іншими будівлями. Однак, починаючи приблизно з 8500 року до нашої ери, їх переміщували всередину будинків, а до 7500 року до нашої ери зберігання відбувалося в спеціальних приміщеннях. Перші зерносховища мали зовнішні розміри 3 х 3 м і мали підвісні підлоги, які захищали зерно від гризунів і комах і забезпечували циркуляцію повітря.
За цими зерносховищами слідують зерносховища в Мехргарху в долині Інду з 6000 року до нашої ери. Стародавні єгиптяни звикли зберігати зерно в роки достатку від років нестачі. Оскільки клімат Єгипту дуже сухий, зерно могло зберігатися в ямах протягом тривалого часу без помітної втрати якості.
Історично силос — це яма для зберігання зерна. Він відрізняється від комори, яка є наземною спорудою.

### Східна Азія

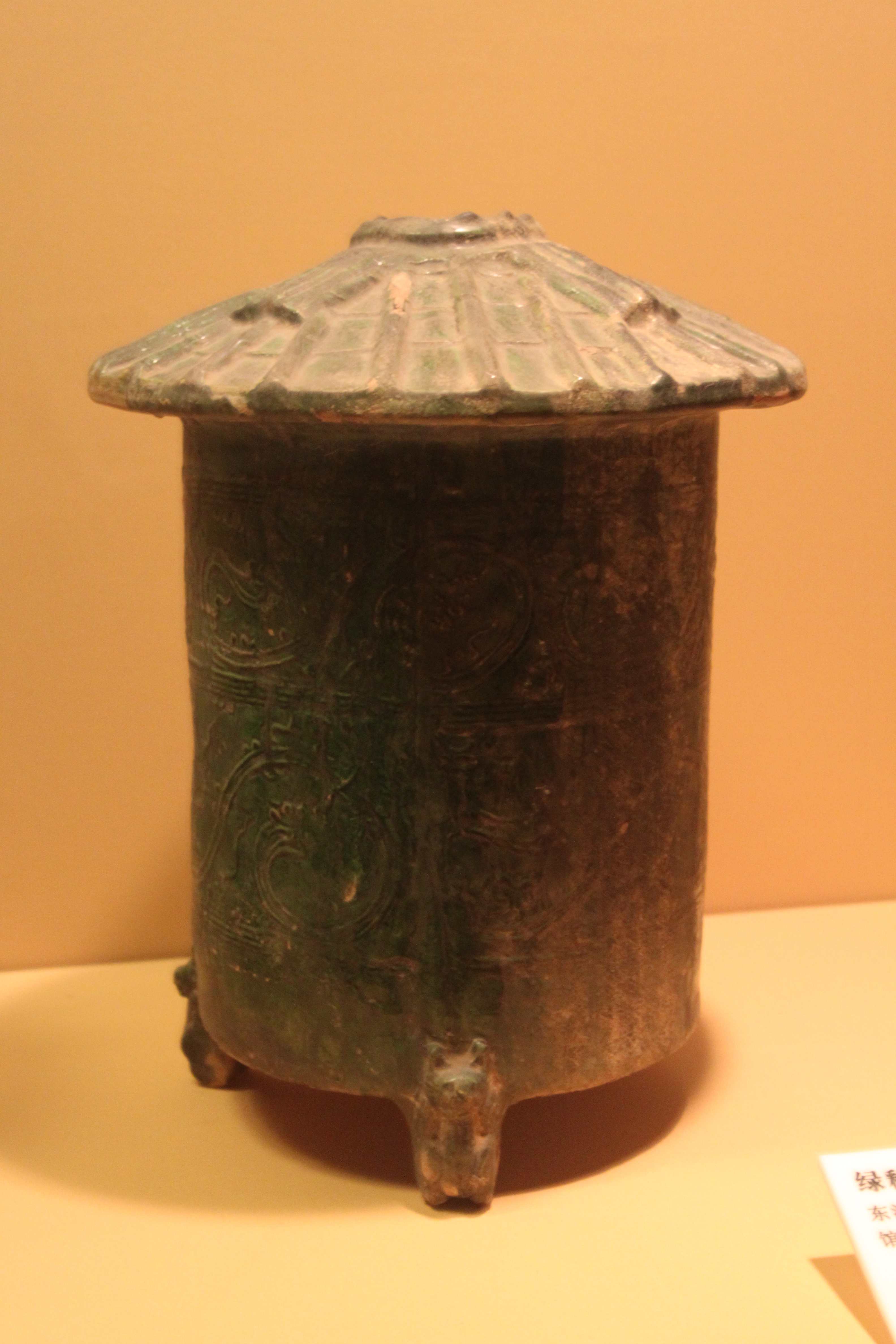
Модель зерносховища, династія Хань

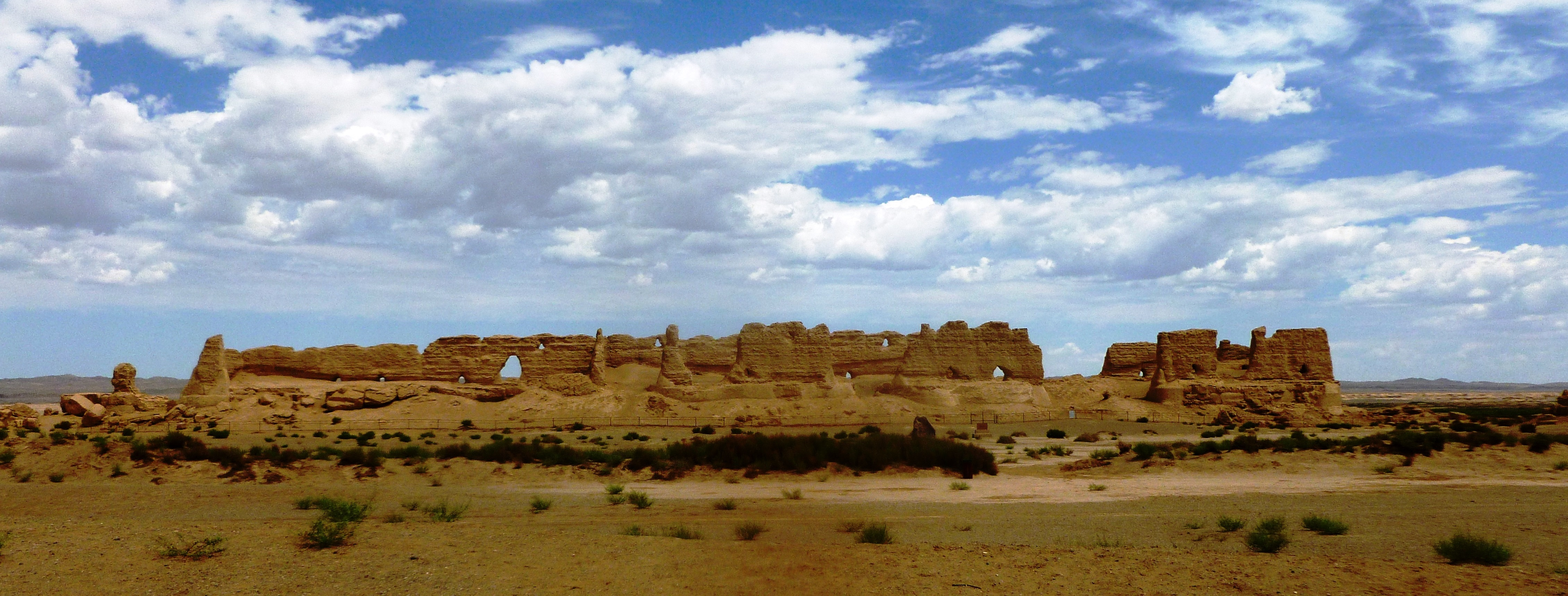
Зерносховище династії Хань на Шовковому шляху на захід від Дуньхуана

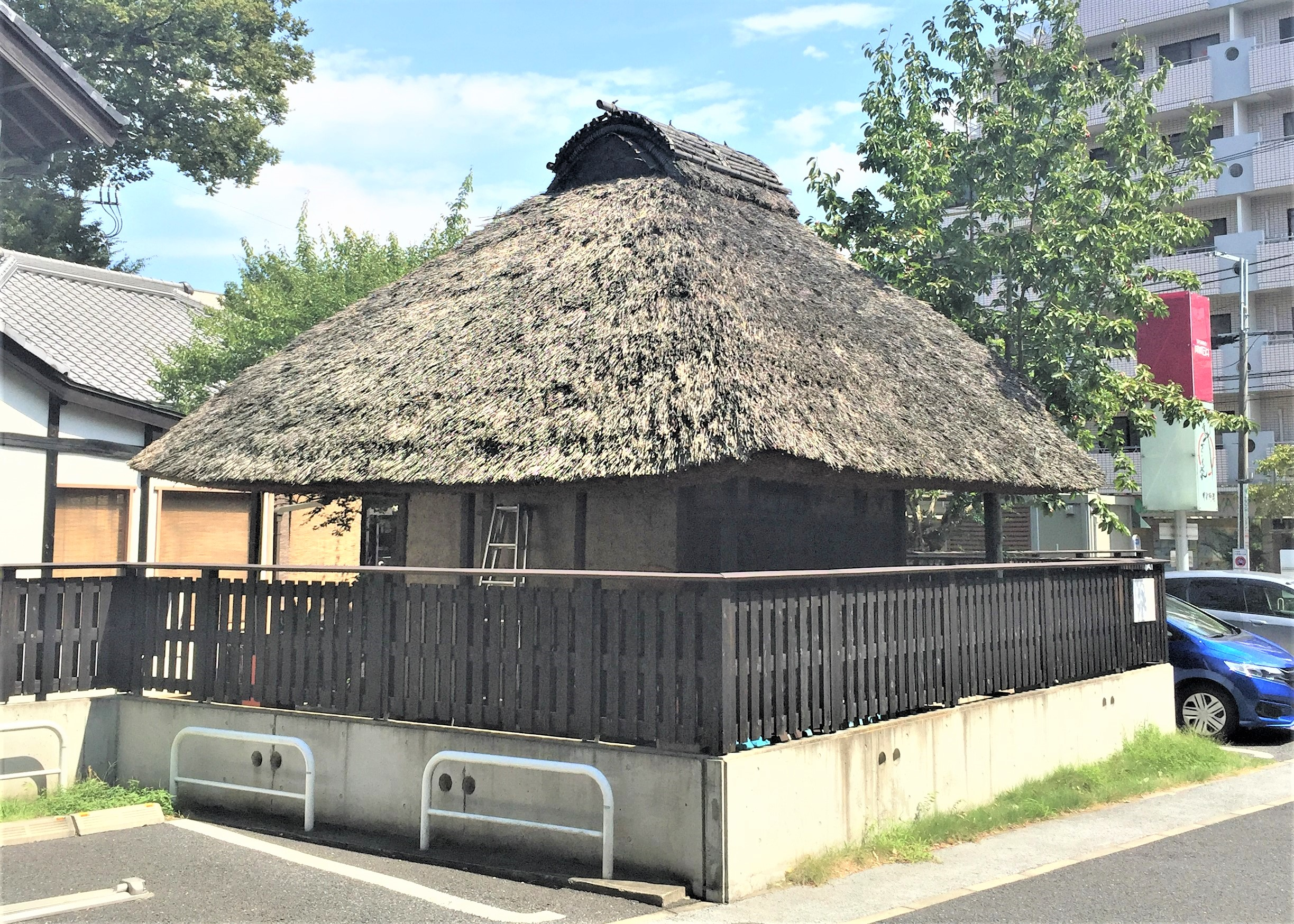
Зерносховище періоду Мейдзі, Сетагая, Токіо

Прості зерносховища, розташовані на чотирьох або більше стовпах, з'явилися в культурі Яншао в Китаї та після початку інтенсивного сільського господарства на Корейському півострові в період кераміки Мумун (бл. 1000 р. до н. е.), а також на Японському архіпелазі під час фінального періоду Дзьомона./Ранні періоди Яйої (бл. 800 р. до н. е.). У народній археологічній мові Північно-Східної Азії ці об'єкти об'єднуються з тими, що, можливо, також функціонували як резиденції, і разом їх називають «будинками з фальшпідлогою».
У Китаї розроблена система, спрямована на мінімізацію смертності від голоду. Система була знищена під час повстання тайпінів 1850-х років.

### Південно-Східна Азія
У народній архітектурі Індонезійського архіпелагу зерносховища зроблені з дерева та бамбукових матеріалів, і більшість із них будуються на чотирьох або більше стовпах, щоб уникнути гризунів і комах. Прикладами індонезійських амбарних стилів є сунданський леуїт і мінангський рангкіанг.

### Велика Британія
У Саут-Хемсі на південному заході Великої Британії невеликі зерносховища були побудовані на грибоподібних пнях, які називаються «стопками». Будувалися вони з дерев'яної каркасної конструкції і часто мали шиферні дахи. Більші були схожі на лінхей, але з закритим верхнім поверхом. На перший поверх зазвичай можна було потрапити по кам'яних сходах на зовнішній стіні.
Наприкінці 19 століття у Великій Британії почали збільшуватися склади, спеціально призначені для зберігання зерна. Існують кліматичні труднощі у великому зберіганні зерна у Великій Британії, але ці труднощі в основному подолані.

### В Україні
Сільські комори, як елемент садибної забудови, як окрема будівля, найчастіше зроблені дерев'яними, як двоповерхові, накривалися чотирисхилим або двосхилим дахом, найчастіше мали один великий вхід і кілька менших вікон, використовувалися для зберігання зерна.
Зараз комори зберігаються лише у невеликих господарствах. На великих агропідприємствах роль, яку раніше виконували комори, перейняли елеватори, які уможливлюють ліпше підтримувати необхідний мікроклімат, гідро- й температурний режим.

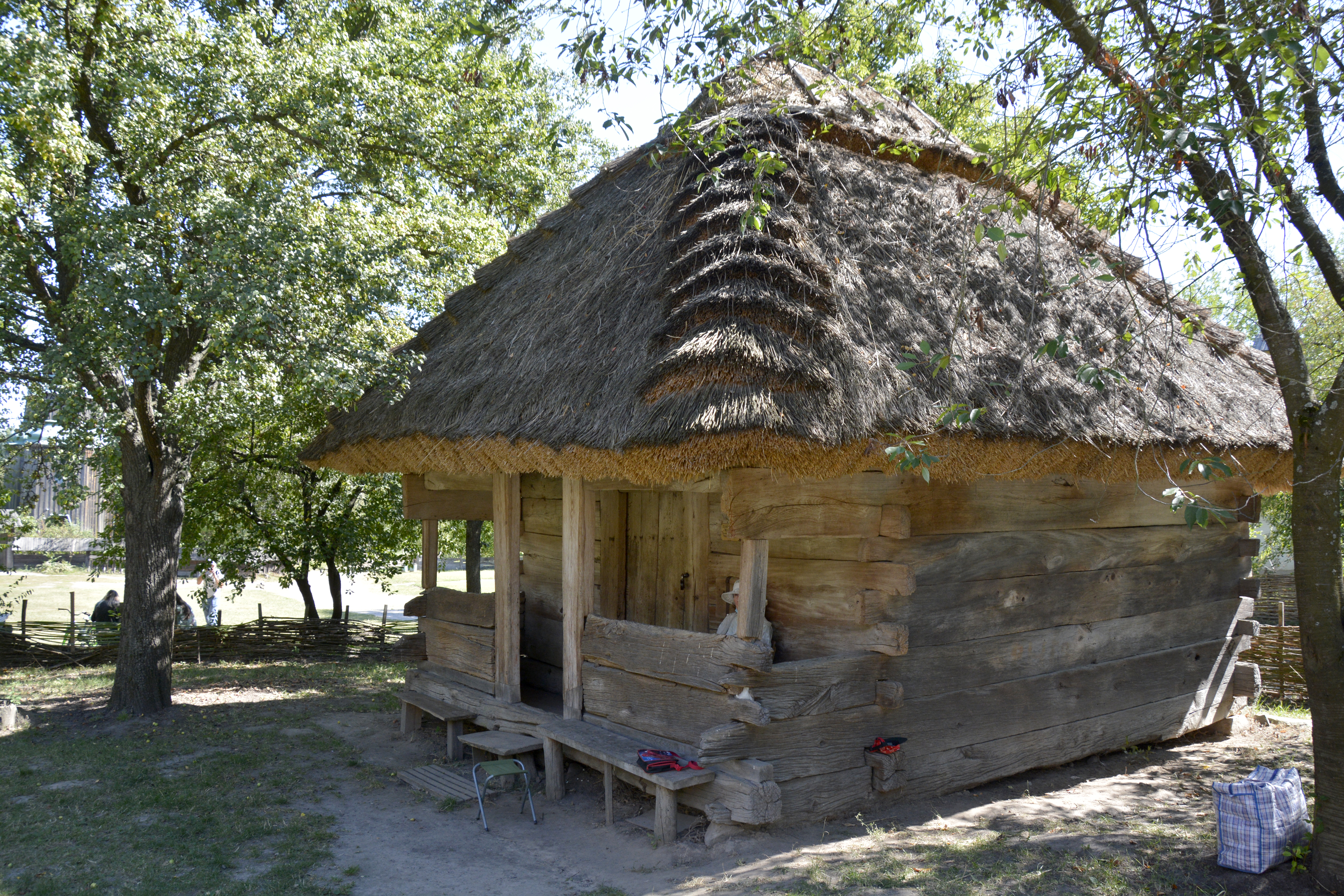
Комора у вигляді окремої господарської будівлі старого типу. (з с.Моринці Звенигородського району Черкаської області в Національному музеї народної архітектури та побуту України в м.Пирогів, поблизу Києва)
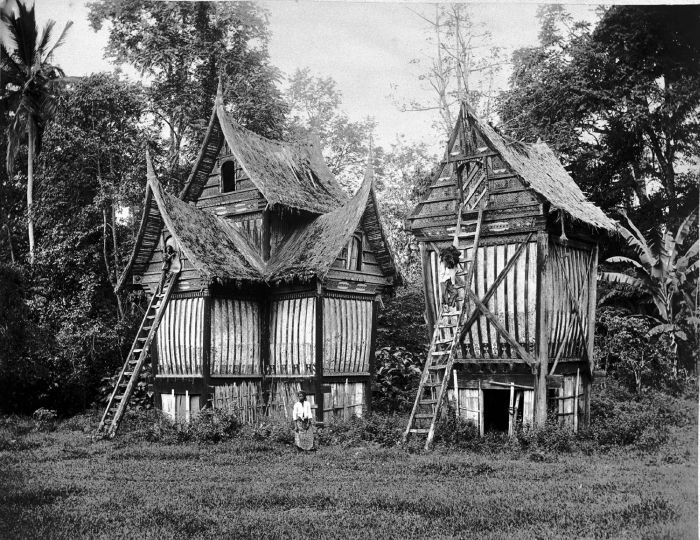
Два рангкіанги — рисові комори в архітектурному стилі мінангському в Батіпух на плато Паданг, Суматра. Фотографія приблизно 1895 року

## Сучасні зерносховища
Сучасні зернові господарства часто використовують виготовлені сталеві зерносховища для зберігання зерна на місці в очікуванні доставки, доки його не можна перевезти вантажівкою до основних складських приміщень. Великі механізовані об'єкти, особливо в Україні, Росії та Північній Америці, відомі як зернові елеватори. Україні в експлуатації перебуває понад 1200 елеваторів, зерносховищ та хлібоприймальних пунктів.

### Основні технологічні вимоги
Якість насіннєвого та продовольчого зерна залежить головним чином від здатності контролювати фізичні, хімічні та біологічні процеси в зерновій масі під час зберігання. Найдовше зберігається очищене, сухе та охолоджене зерно.

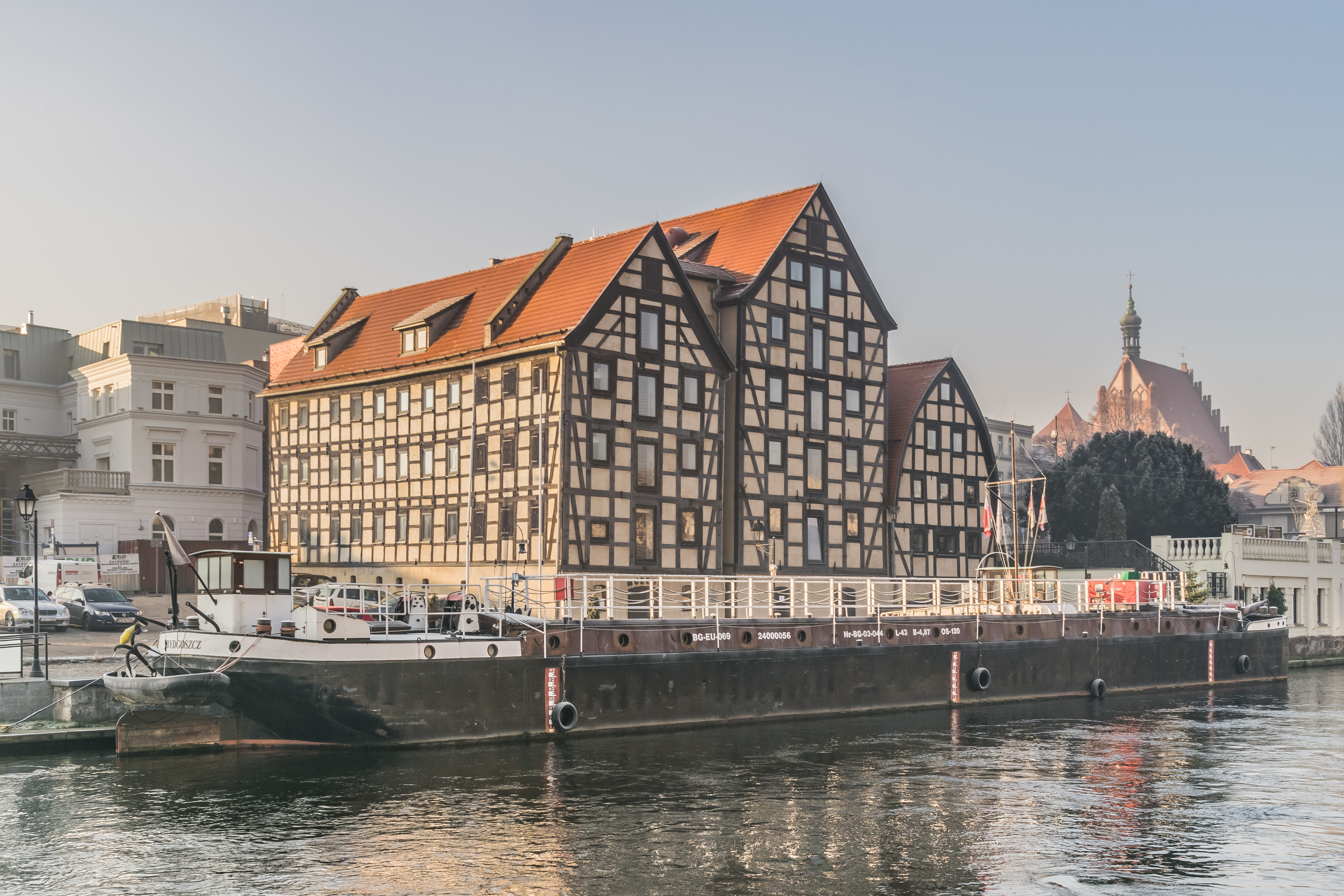
Велике зерносховище в Бидгощі, Польща, на річці Брда

Основні вимоги до зерносховищ включають наступні  критерії:

 — ізольованість від атмосферних та ґрунтових вод, а також від різких температурних коливань; 

 — захищені від проникнення гризунів та комах — шкідників зерносховищ;

 — мають механізми для завантаження й розвантаження та швидкого переміщення зернових мас;

 — зберігання різних партій насіння бещ їх  змішування.

 — стійкі тиску зерна і вітру, а також до шкідливого впливу навколишнього повітря.
Технологічний процес у зерносховищах пов'язаний з утворенням пилу та відходів. Тому наявність аспіраційних установок і спеціальних бункерів для накопичення відходів є обов'язковою умовою.
Каркасні стіни з подвійною обшивкою та засипками непридатні для зберігання зерна, оскільки між ними можуть поселятися шкідники хлібних запасів. Не рекомендується робити бетонну підлогу в засікових та наземних зерносховищах, оскільки зернова маса зволожується на таких підлогах.

## Класифікація зерносховищ
Зберігання зерна може бути тимчасовим (в кількох діб до 3 місяців) або довгостроковим (кілька місяців або років). Зернові суміші зберігають насипом чи у тарі. Зберігання навалом дозволяє більш повно використовувати площу і об'єм зерносховища, дає більше можливостей для механізованого переміщення зерна чи їх сумішей, і спрощує роботу зі шкідниками хлібних продуктів; зручніше організовувати контроль за всіма показниками; менші витрати на пакування і переміщення зерна.
Зерносховища можна класифікувати за багатьма критеріями. Основними критеріями є: період зберігання (тимчасове чи тривале); конструктивні характеристики зерносховища (навіси, склади, елеватори тощо); види операцій, що здійснюються в ньому (тільки зберігання чи зберігання і обробка); ступінь механізації (механізовані, напівмеханізовані, немеханізовані); наявність і тип установок для активного вентилювання насіння (канальні, підлогові, переносні тощо).
Зерносховища для тривалого зберігання зерна за конструкційними особливостями поділяються на склади, елеватори та змішані типи. До першого типу відносяться звичайні склади, де зерно зберігається насипом на підлозі.

### Типи зерносховищ за способом зберігання
Існує три типи зерносховищ: для фуражу, насіннєві і для харчової продукції. Залежно від способу зберігання основними типами є підлогові сховища, бункерні сховища, силосні, та сховища в  поліетиленових рукавах.
Правильний вибір типу зерносховища залежить від інформації про процеси, які відбуваються в зерні під час зберігання (фізіологічні й біохімічні), та фактори, що їх спричинюють. На всіх стадіях дозрівання в зерні в період зберігання відбуваються процеси післязбирального дозрівання, які протікають повільно (протягом 1 – 2 місяців), і супроводжуються посиленим диханням зерна та виділенням деякої кількості вологи, яка повинна випаровуватися у навколишній простір, інакше зерно буде «пітніти». Зберігання такого зерна у вологому стані і без належної вентиляції призводить до псування його.
Зерно слід якомога довше тримати подалі від вологи, щоб зберегти його в хорошому стані та запобігти розвитку плісняви. Свіжозібране зерно, яке привозять до зерносховища, часто містить надлишок вологи, що сприяє розвитку плісняви, призводить до ферментації та нагрівання, що є небажаним і впливає на якість. Ферментація зазвичай псує зерно і може викликати хімічні зміни, що призводять до утворення токсичних мікотоксинів.
Традиційним методом є розкладання зерна тонкими шарами на підлозі, де воно повертається для ретельного провітрювання. Після того, як зерно достатньо висохне, його можна переносити до зерносховища на зберігання. У наш час це можна зробити за допомогою механічного зернового шнека для переміщення зерна з одного зерносховища в інше.
У сучасних силосах зерно зазвичай примусово аерується або циркулює на місці за допомогою зовнішнього зерносушильного обладнання.

### Підлогові

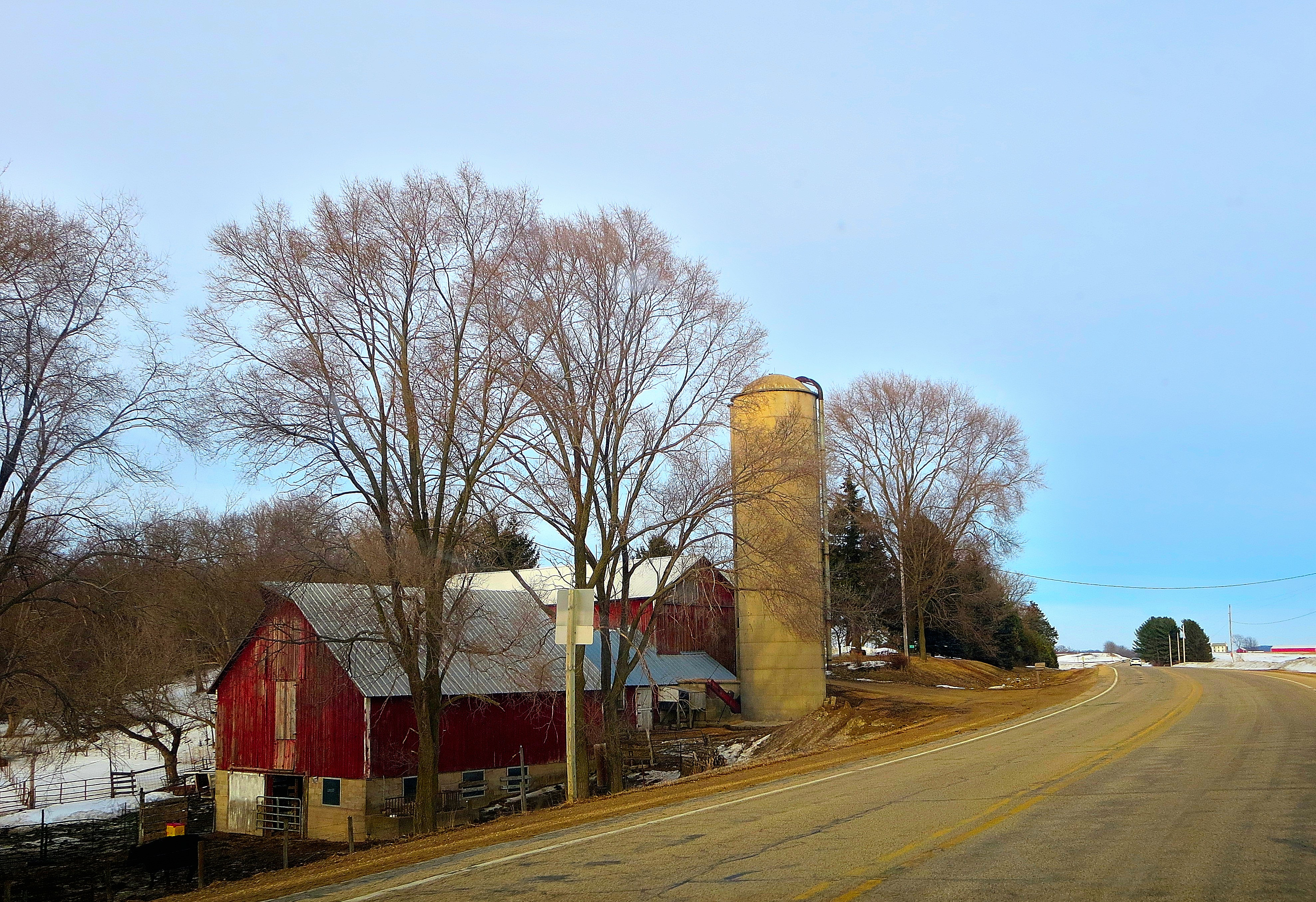
Силосне зерносховище на фермі в Дірфілд, США

У типових зерносховищах зерно зберігається у відсіках. Підлогові зерносховища — це, як правило, одноповерхові будівлі з верхніми і нижніми ярусами, оснащені обладнанням для механізованого завантаження і розподілу зерна. У таких сховищах підлога горизонтальна або похила. Будівлі з горизонтальною підлогою використовуються для зберігання декількох видів зерна різних культур. Щоб запобігти змішуванню зерна, загальну площу ділять на відсіки за допомогою знімних щитів або перегородок. У районах з низьким рівнем ґрунтових вод будують зерносховища з похиленою підлогою. У таких конструкціях використовується тільки нижній ярус, з транспортерною стрічкою.
Належним чином очищене та доведене до оптимального рівня вологості продовольче і фуражне зерно можна зберігати в підлогових зерносховищах шаром до 5 м, а в підлогових зерноскладах з похилою підлогою, обладнаних механізмами для механізованого завантаження, розвантаження і обробки зерна — до 10 м.
У холодну пору року висота насипу зерна олійних культур вологістю до 14% не перевищує 2,0-2,5 м. Сухе зерно класичних зернових культур вологістю 12-13% зберігають у силосах ліфтового (елеваторного) типу висотою до 20 м.

### Бункерні зерносховища
Конструктивні особливості роблять цей тип сховища придатним для зберігання різних видів зернових культур.
У бункерних насіннєсховищах переміщення насіння повністю механізоване без використання ручної праці та пересувної механізації завдяки днищу ємкості, яке має форму перевернутої піраміди чи конуса.
Обладнати таке зерносховище можна двома способами: розділити його на відсіки за допомогою стаціонарних перегородок або обладнати бункерами з конічними днищами. Бункер з конічним дном є більш ефективним, оскільки забезпечує вивантаження зерна самопливом. У кожному з цих двох способів відсіки і резервуари для зберігання розташовуються в два ряди, з проходом посередині для обслуговування і контролю процесу зберігання.

Сучасні сталеві зерносховища в США

Для зберігання насіннєвого зерна між бункером і стіною необхідно залишати вільний простір або укласти шар теплоізоляції, а у випадку зберігання фуражного чи продовольчого зерна, резервуари розміщують впритул до зовнішніх стін. Таким чином, розміщення бункерів безпосередньо залежить від типу продукції, що зберігається.
У США та деяких країнах Західної Європи широко використовуються бункери з металу (зазвичай з оцинкованої сталі), збірні або суцільнозварні місткістю окремих від кількох десятків до сотень кубометрів. Бункери виготовляються циліндричної форми, з гладкого або рифленого металу, іноді  штампованого, і обладнані пристроями завантаження зерна, плоским або конічним дном, а також системами аерації або активної вентиляції. Деякі бункери обладнані засобами для визначення параметрів мікроклімату (наприклад температури зерна).

### Силосні зерносховища
Вартість таких конструкцій значно вища, ніж підлогових або бункерних зерносховищ. Використання силосів допомагає максимізувати внутрішній об'єм. Більшість таких силоснів мають конусоподібне днище, що забезпечує автоматичне спорожнення ємності та спеціальну вежу, яка містить обладнання для потокової обробки насіння. Майже всі ці силосні зерносховища повністю механізовані, а деякі автоматизовані, і дозволяють здійснювати високотехнологічне переміщення зерна, вентиляцію та переробку з мінімальним втручанням персоналу, забезпечувати тимчасове або тривале надійне зберігання зерна з мінімальними витратами, пошарове регулювання  температури зернової маси, низькотемпературне досушування зерна у силосі, знезараження зерна та дезінсекцію силосу, а також контроль верхнього граничного рівня зернового насипу. Зберігання може відбуватися з активною вентиляцією і в газовому середовищі. Верхній і нижній люки та сходи дозволяють проводити технічне обслуговування, очищення і ремонт всієї конструкції і силосного резервуару.
Силосні насіннєсховища (для збереження властивостей насіннєвого матеріалу) — це залізобетонні або цегляні елеватори висотою 20–30 м. Силосні башти поділяються на прямокутні та круглі.

### Поліетиленові рукави
Технологія зберігання сільськогосподарської продукції у великих поліетиленових мішках-рукавах зародилася в Аргентині. з'явиашись у 1980-х роках.

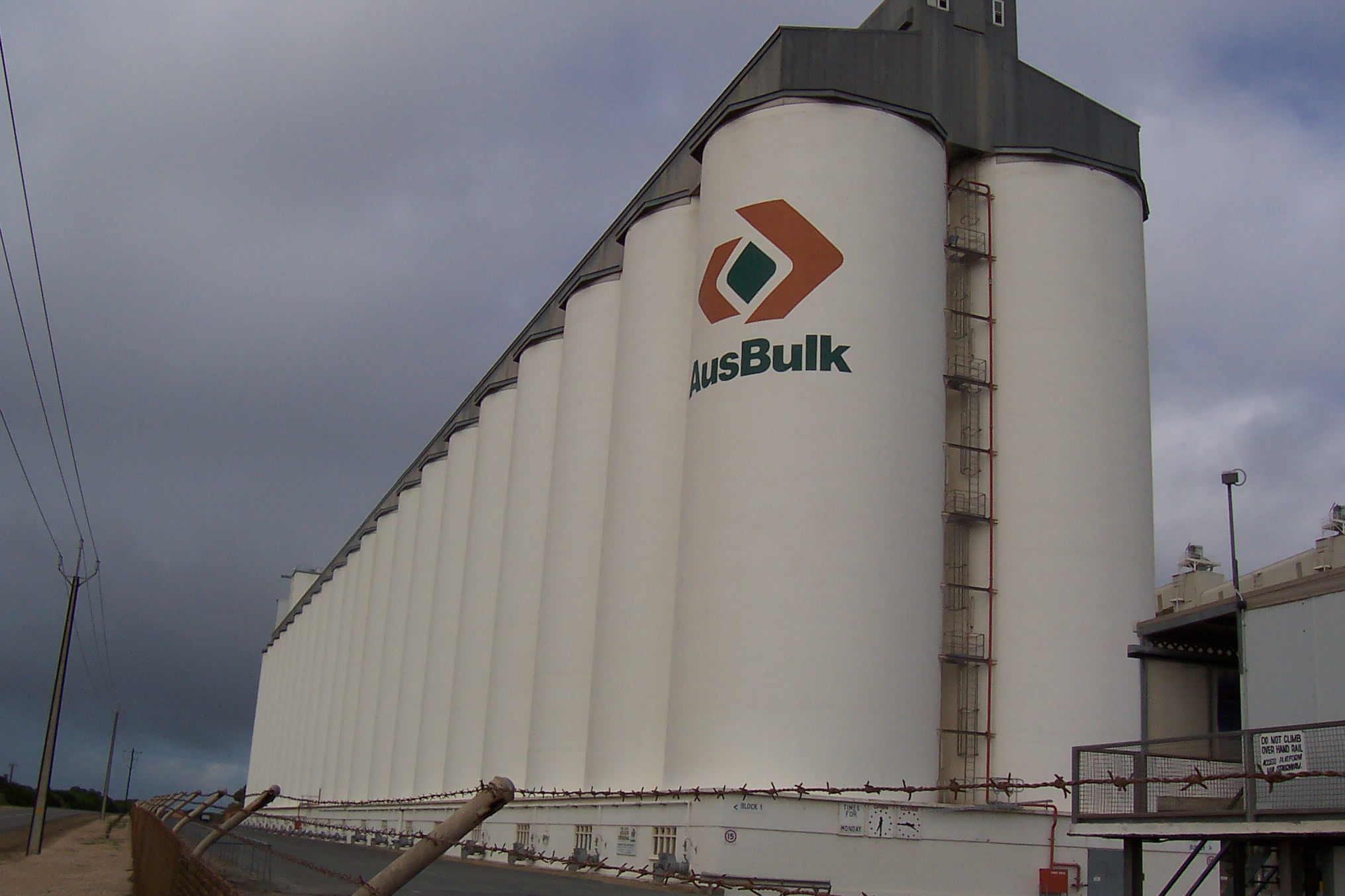
Силоси для зерна в Порт-Гайлз на півострові Йорк у Південній Австралії

Аргентина мала серйозну проблему зі зберіганням зерна через критичну нестачу потужностей. І мішки-рукави стали чудовим інноваційним рішенням. Сьогодні третина зерна, вирощеного в Аргентині, зберігається за цією технологією, і навіть великі фермерські господарства використовують поліетиленові мішки поряд із традиційними елеваторами.
Завдяки своїй доступності та властивостям, він широко використовується в Україні. Цей метод зберігання зерна також був прийнятий країнами Північної Америки та Європи.
Поліетиленовий рукав створює замкнуте середовище, в якому концентрація вуглекислого газу поступово збільшується в міру дихання живих організмів, а всі патогени та шкідники перестають бути активними в умовах низького вмісту кисню. Таким чином, зерно зберігається протягом тривалого часу без погіршення якості.
Довжина поліетиленового рукава — до 60 м. Матеріал виготовляється з п'яти шарів поліетилену, кожен з яких має свої специфічні властивості. Завдяки цьому мішок розтягується рівномірно і є достатньо міцним, щоб зерно не розірвало плівку своєю вагою. Товщина тришарового поліетиленового покриття становить до 250 мікрон (залежно від діаметра), що дозволяє йому підтримувати певну внутрішню температуру. полімер містить УФ-стабілізатор, який запобігає пошкодженню плівки під дією сонячних променів. Згідно з кількома дослідженнями, під дією ультрафіолету плівка руйнується до двох років, а зерно можна пересипати в інший мішок і зберігати далі, якщо це необхідно.

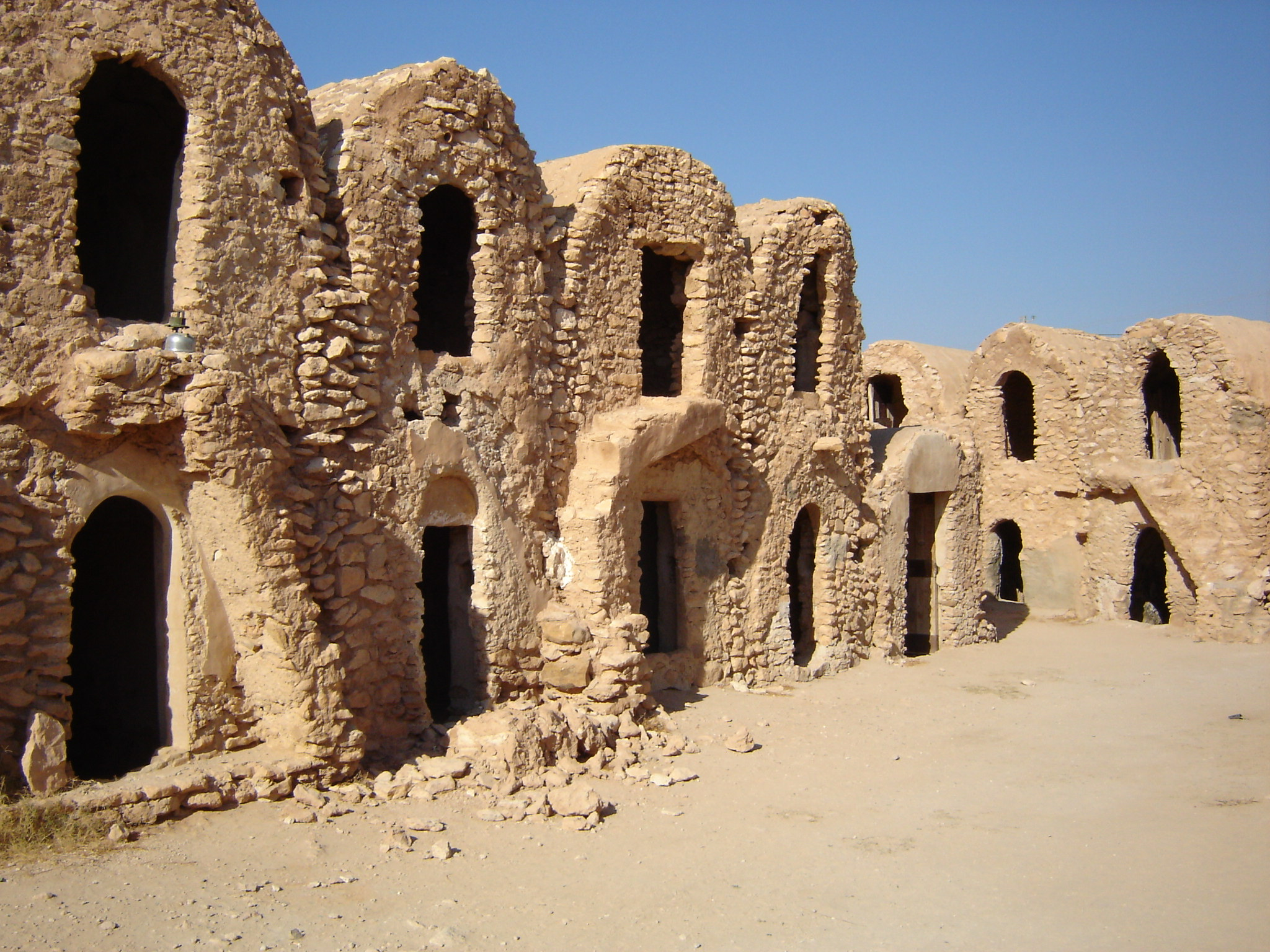
Камери зберігання (ghorfas) в Ксар Хаддада, південний Туніс
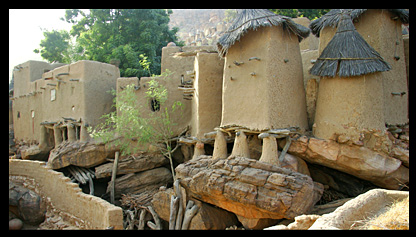
Зерносховища догонів у Малі
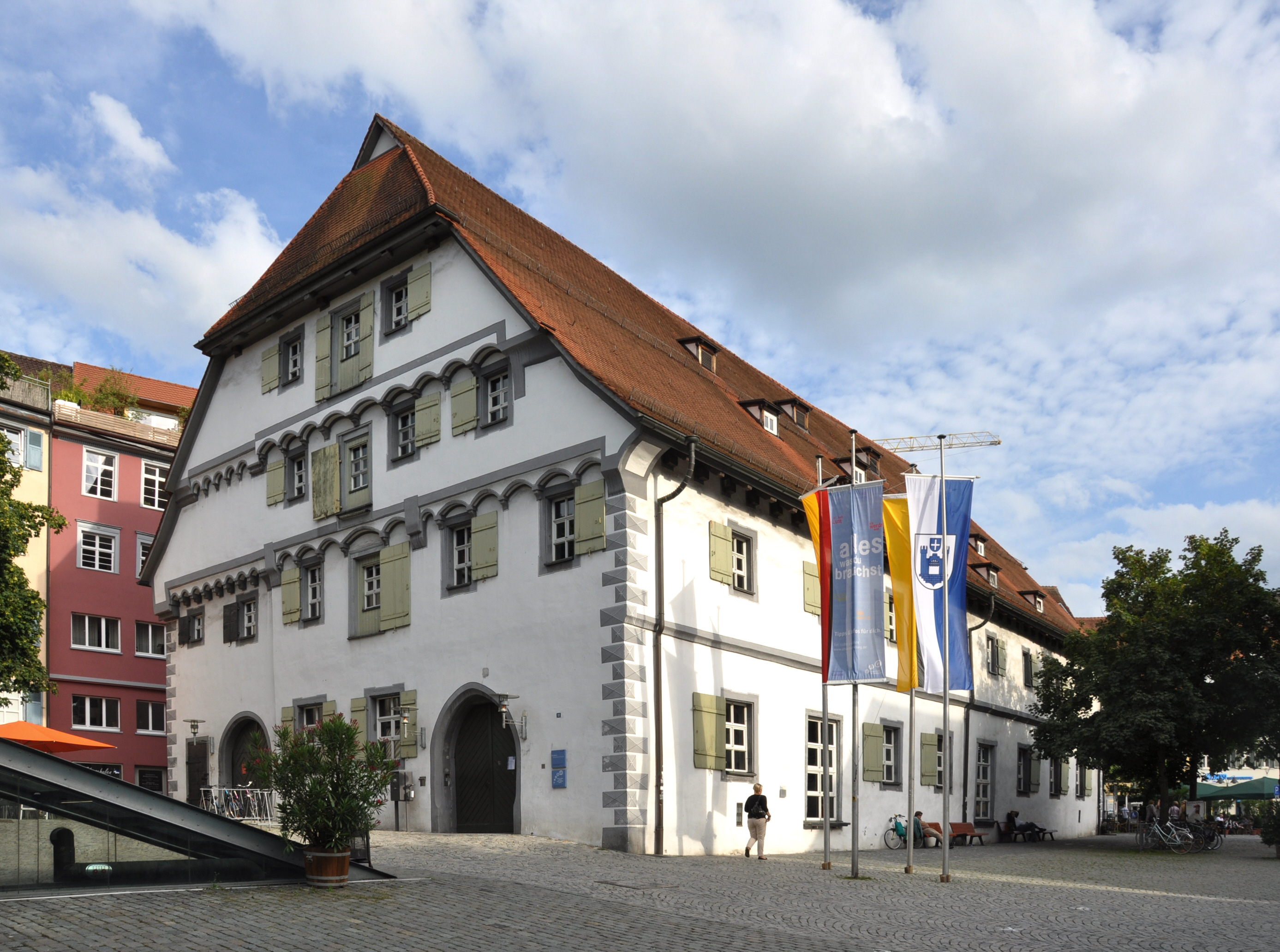
Зерносховище у Равенсбурзі. Збудовано близько 1452 р., сьогодні бібліотека.
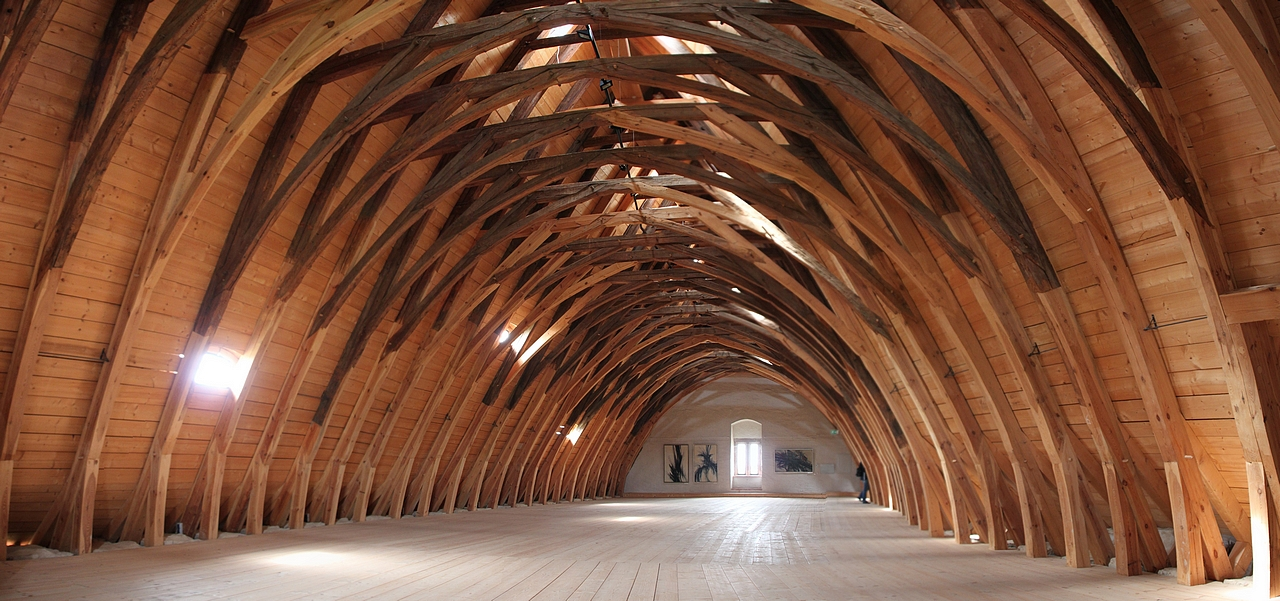
Вид на підлогу замку Мільденштайн. Підлога, зроблена з ялиці в 1394/95 роках. Використовувалася як зерносховище.